# Шпигельберг, Отто
Отто Шпигельберг (9 января 1830, Пайн — 9 августа 1881, Бреслау) — германский врач-гинеколог, преподаватель, медицинский писатель. Автор учебника по акушерству «Lehrbuch für Geburtshilfe», на протяжении многих лет считавшегося в Германии базовым трудом при обучении гинекологии.

## Биография
Среднее образование получил в лицее Йозефинум Хильдесхайм, затем изучал медицину в Гёттингенском университете, Университете Фридриха-Вильгельма в Берлине и Университете Карла-Фердинанда в Праге. В 1851 году стал доктором медицины, в 1853 году габилитировался и поселился в Гёттингене, где работал частным акушером. В 1855 году совершил поездку в Великобританию, где изучал передовые на тот момент тенденции в гинекологии. В 1861 году возглавил в должности профессора кафедру гинекологии в Университете Альберта-Людвига во Фрайбурге, в 1864 году перешёл в Кёнигсбергский университет, в 1875 году занял кафедру гинекологии в Силезском университете Фридриха-Вильгельма в Бреслау, в 1878/1879 учебном году избирался его ректором. Женат был с 1862 года. Скончался в 51-летнем возрасте от болезни почек.
Как учёный специализировался в основном на хирургической гинекологии. Ему принадлежит ряд важных для своего времени работ в области акушерства и гинекологии, напечатанных в издававшемся им вместе с Карлом Креде с 1870 года научном журнале «Archiv für Gynäkologie» и других специальных изданиях. Его обширное руководство по акушерству («Lehrbuch der Geburtshilfe», 1878; 3-е издание, обработанное Винером, — 1891) пользовалось большой популярностью в Германии. Кроме того, написал «Zur Lehre vom schräg verengten Becken» (Берлин, 1871) и другие работы.